# Ла Пацијенца (Арецо)
Ла Пацијенца је насеље у Италији у округу Арецо, региону Тоскана.
Према процени из 2011. у насељу је живело 40 становника. Насеље се налази на надморској висини од 257 м.